# DARK HALF〜TOUCH YOUR DARKNESS
「DARK HALF〜TOUCH YOUR DARKNESS」（ダーク・ハーフ　タッチ・ユア・ダークネス）は1996年7月29日にリリースされたIcemanの1stシングル。発売元はエピックレコードジャパン。

## 概要
Icemanのデビューシングル。
雛形あきこ主演のテレビ朝日系ドラマ『闇のパープル・アイ』主題歌に起用され、自己最高のオリコン最高位5位、15.0万枚のセールスを記録した。
タイトル曲は1stアルバム『POWER SCALE』にアルバムバージョンとして収録されている。
2016年3月にはYUNAHとKimeruによるユニットGEMINIDSが配信限定シングルとしてカバーしている。

## 録音
レコーディングにはギタリストとして葛城哲哉が参加している。
浅倉は2曲とも、同作の歌録り・ダビングには立ち合えなかった。「DARK HALF〜TOUCH YOUR DARKNESS」の時にはNACK5にてレギュラーで出演していたラジオ番組の生出演のため、「WHAT'S WRONG?」の時にはT.M.Revolutionの赤坂BLITZの公演に参加しなければならなかったためである。
そのせいもあり、黒田が浅倉が本来思い描いていたメロディとは間違えた解釈をしたまま歌ってしまい、ミキシングのスタッフも「そういうメロディなのかと思ってダビングをやっちゃいましたよ」と返された。

## ミュージック・ビデオ
「DARK HALF〜TOUCH YOUR DARKNESS」のPVは「コンピューターの中で歌っていたのが、段々コミュニケーションしていく内に、最後は現実のものになる」という構成で制作された。
スタジオを2軒使って撮った。片方はバーチャル・リアリティの世界を思わせるセットを組み、もう片方は広めのリアルな空間で、中国人がいた。
撮影前に何回か練習した。黒田は少林寺拳法の経験があったため、それが動きに反映された。浅倉はレコーディングスタジオの別のブースにて、自分で8ミリビデオを持ってきて、自分のダンスのレッスンを撮影して、見直したりしていた。その甲斐があって、事前に思い描いていたイメージ通りの出来になった。

## 収録曲
1. DARK HALF〜TOUCH YOUR DARKNESS
作詞：井上秋緒　作曲・編曲：浅倉大介
  - 浅倉は「Icemanだからこその作り方を確立したい」という思いから、敢えて完成形を考えずに作った。「今『icemanのメンバー』として感じている時の流れるスピードを音にしたら、自然にああなった」と振り返っている[2]。
  - 浅倉は「全体的にアップテンポだけど、サビの部分は半分のテンポにし、バラードになっている」というトリッキーな構成を作った[2]。
  - 歌詞のテーマについて、浅倉は「クローズドになってきている社会に大事なのは、優しさ・強さとか単純なものなんじゃないか」と井上に注文した[3]。
  - 黒田の声について、浅倉が「すごくアップテンポな曲でもノリがいいし、真逆のミドルバラードも聞きたいな」[2]「立ち上がりのインパクトの強さと、時間的変化で膨らんでいく部分を兼ね備えている」[3]と感じ、その相反する要素を1つにしてみようと思い、BPMを157という速いテンポにした。完成版を聞いた浅倉は「BPMが78だったら、メロディの譜割りによってはロック・バラードも歌える」と感心した[3]。
  - 黒田は「Aメロはビートに乗って、思いっきり自分のクセを出し、Bメロは切なく、サビはバラードで」と解釈し、強さ・切なさを言葉と声で表現してみせた[2]。
  - メンバー3人のコーラス・パートがある[2]。
  - 最初に事前に録った浅倉のシンセサイザー・パートは2時間で出来上がった[3]。しかし、本番のレコーディングでは浅倉のシンセサイザー・パートに合わせたギター・パートの録音に2日、歌録りに1日、コーラスに1日、ミキシングに1日と合計5日かかった[2]。
2. WHAT'S WRONG?
作詞：黒田倫弘・麻倉真琴・伊藤賢一　作曲・編曲：浅倉大介
  - 黒田がタイトルを思いつき、メインで書きながら広げて行き、麻倉が修正した。伊藤が英語詞を書いた[2]。
  - 黒田のテーマは「こもっていないで、そのままでもっと心を放てよ」と掲げた[2]。
3. DARK HALF〜TOUCH YOUR DARKNESS ORIGINAL BACKING TRACK
作詞：井上秋緒　作曲・編曲：浅倉大介